# Corymorpha brunnescentis
Corymorpha brunnescentis is een hydroïdpoliep uit de familie Corymorphidae. De poliep komt uit het geslacht Corymorpha. Corymorpha brunnescentis werd in 1999 voor het eerst wetenschappelijk beschreven door Huang. 